# Atocha (bairro de Madrid)
Atocha é um dos sete bairros do distrito de Arganzuela, em Madrid, Espanha. 

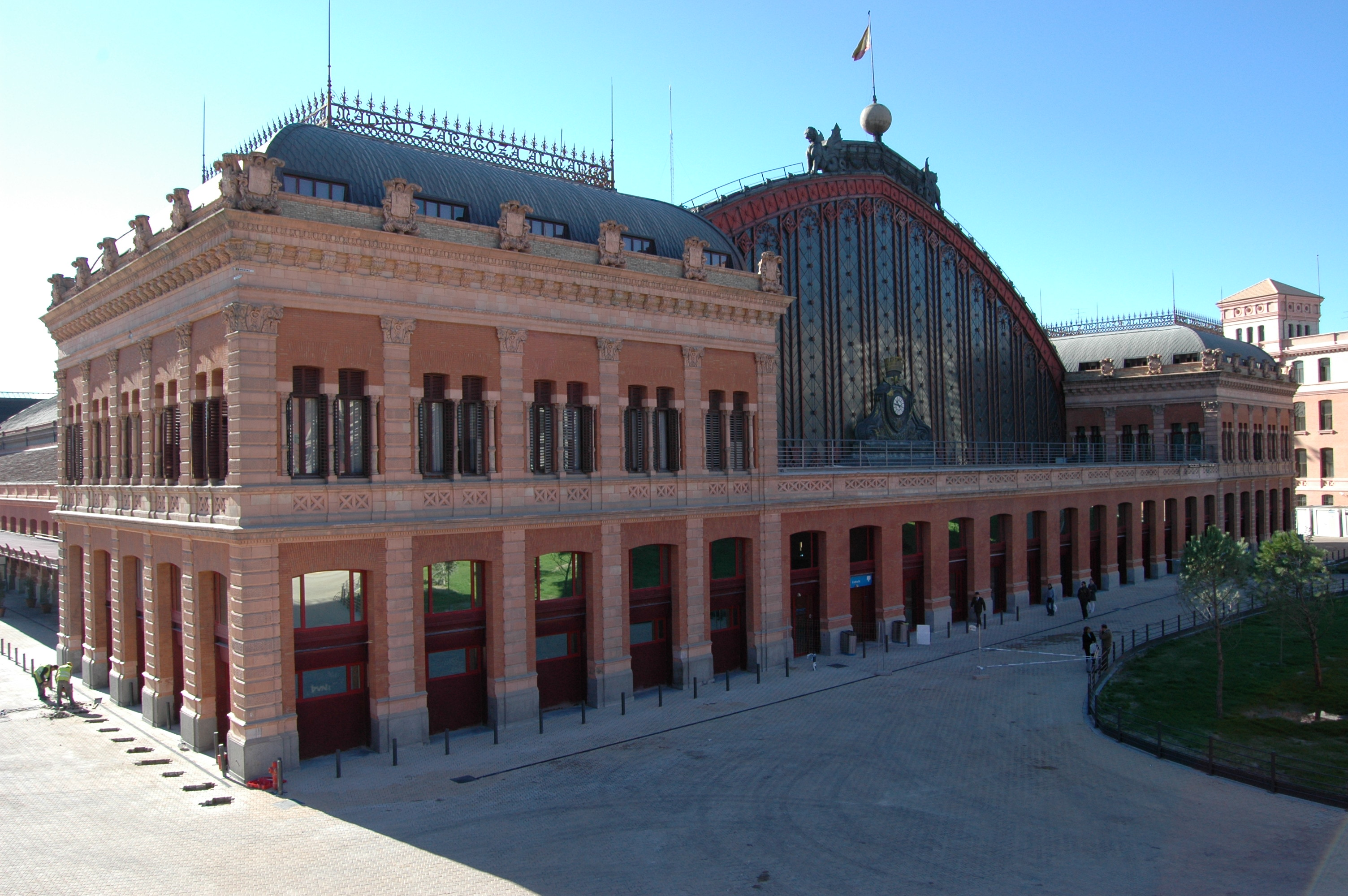
Estação de trem

## Geografia
Localizado no meio de Madrid, é formada por uma faixa entre a avenida Calle de Méndez Álvaro (sudoeste), e da área norte-oriental da estação ferroviária de Atocha, que ocupa grande parte de seu território. A fronteira norte é na Plaza del Emperador Carlos V, e a fronteira sol é na avenida Calle de Pedro Bosch.
Faz fronteiras com os distritos do Centro (norte), Retiro (nordeste), Puente de Vallecas (sul) e com os locais de Arganzuela: Palos de Moguer, Las Delicias e Legazpi.